# Christoph Künne

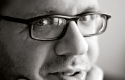
Christoph Künne

Christoph Künne ist ein deutscher Journalist. Er ist Chefredakteur des Magazins DOCMA.

## Leben
Künne studierte Kulturwissenschaften und setzte sich in den frühen neunziger Jahren mit dem Thema Desktoppublishing auseinander. Tätigkeiten als Gestalter, als Fotograf und Schulungsleiter brachten ihn zum Fachjournalismus im Bereich digitale Bildbearbeitung. Seither publiziert er regelmäßig in Fachmagazinen wie z. B. der c’t.
Im Jahr 2001 gründete er gemeinsam mit dem Photoshop-Experten Doc Baumann das Magazin DOCMA, die erste Fachzeitschrift für Foto-Grafiker. Zusammen mit Baumann verfasste er eine Reihe von Fachbüchern zum Thema DTP und Photoshop.

## Publikationen
- Doc Baumann und Christoph Künne: Edition DOCMA - Photoshop-Basiswissen: Band 1-20. Addison-Wesley, München. ISBN 978-3-8273-2606-5.
- Doc Baumann und Christoph Künne: Die besten Photoshop Tipps & Tricks. Addison-Wesley. ISBN 978-3-8273-2657-7.